# 37452 Spirit

37452 Spirit, privremena oznake 4282 P-L{{{2}}}, tamni je Hildijski asteroid iz najudaljenije regije asteroidnog pojasa, promjera oko 9 kilometara. 
Asteroid su otkrili 24. rujna 1960. nizozemski astronomi Ingrid i Cornelis van Houten iz Leidena, na fotografskim pločama koje je snimio Tom Gehrels iz Opservatorija Palomar, Kalifornija. Ime je dobio po NASA-inom roveru Spirit.

## Orbita i klasifikacija
Spirit je član obitelji asteroida Hilda, koji ostaju u orbitalnoj rezonanci 3:2 s plinovitim Jupiterom, što znači da za svake 2 orbite Jupitera, Hildijski asteroid dovrši 3 orbite. Kako njihova orbita ne pređe put nijednog od planeta, zbog toga je neće izvući iz orbite Jupiterovo gravitacijsko polje i vjerojatno će ostati u stabilnoj orbiti tisućama godina. 
Spirit kruži oko Sunca u najudaljenijem glavnom pojasu na udaljenosti od 3,1–4,8 AU jednom u 7 godina i 10 mjeseci (2.867 dana). Njegova orbita ima ekscentričnost 0,22 i nagib od 8° u odnosu na ekliptiku.  
Promatrački luk tijela započinje službenim promatranjem otkrića, jer nisu predotkrivene i nisu utvrđene prethodne identifikacije. 

## Fizičke karakteristike
Prema istraživanju koje provodi Neowise, Spiritov je promjer 8,9 kilometara i njegova površina ima albedo od 0,056, što je tipična vrijednost za ugljične asteroide C-tipa. Ima apsolutnu magnitudu od 14,2.
Od 2017. godine, Spiritov rotacijski period i oblik, kao i njegov spektralni tip ostaju nepoznati. 

## Imenovanje
Otkrivači su ovaj naziv nazvali po NASA-inom uspješnom marsovskom roveru " Spirit " koji je istraživao stijene i minerale u krateru Gusev . Službeni navod o nazivima objavio je Centar za male planete 28. rujna 2004. 39382 Opportunity, također asteroid obitelji Hilda i otkriven istog dana, dobio je ime po Opportunityu, roveru s kojim je Spirit odrađivao misiju.